# Raising Hell
Az 1986-os Raising Hell a Run–D.M.C. harmadik nagylemeze. Tripla platina lett, az albumnak köszönhetően azok kritikusok is felfigyeltek a hiphopra, akik addig csak hóbortnak tartották.
A Walk This Way feldolgozása volt az első rapdal, ami a Billboard Hot 100-on bekerült a Top 5-be. Az album vezette a Billboard R&B/Hip Hop albumlistáját, a Billboard 200-on a 3. helyig jutott. 2003-ban 120. lett a Rolling Stone magazin Minden idők 500 legjobb albuma listáján. Szerepel az 1001 lemez, amit hallanod kell, mielőtt meghalsz című könyvben.

## Az album dalai
|     | Cím               | Hossz |
| --- | ----------------- | ----- |
| 1.  | Peter Piper       | 3:25  |
| 2.  | It's Tricky       | 3:03  |
| 3.  | My Adidas         | 2:47  |
| 4.  | Walk This Way     | 5:11  |
| 5.  | Is It Live        | 3:06  |
| 6.  | Perfection        | 2:52  |
| 7.  | Hit It Run        | 3:10  |
| 8.  | Raising Hell      | 5:31  |
| 9.  | You Be Illin'     | 3:26  |
| 10. | Dumb Girl         | 3:31  |
| 11. | Son Of Byford     | 0:27  |
| 12. | Proud To Be Black | 3:14  |

## Fordítás
Ez a szócikk részben vagy egészben a Raising Hell (album) című angol Wikipédia-szócikk ezen változatának fordításán alapul.  Az eredeti cikk szerkesztőit annak laptörténete sorolja fel. Ez a jelzés csupán a megfogalmazás eredetét és a szerzői jogokat jelzi, nem szolgál a cikkben szereplő információk forrásmegjelöléseként.